# James Cameron's Avatar: The Game
James Cameron's Avatar: The Game er et computerspil udgivet i 2009 og baseret på filmen af samme navn

## Anmeldelser (0-100)
- PS3: 60,45
- DS: 58,00[4]
- PSP: 39,00
- Xbox 360: 64,04
- Wii: 57,42
- PC: 54,44

## Solgte spil
Spillet har solgt meget dårligt hvis man ser på antallet af solgte spil. Filmen kom aldrig på top-50 listen over mest solgte spil
- PS3: 199.000
- DS: 83.000
- PSP: 35.000
- Xbox 360: 212.000
- Wii: 140.000

ved E3 sommeren sidste år udtalte James Cameron 
| Citat | Lad os se sandheden i øjnene. Historisk set har de fleste spil baseret på film været elendige. Og jeg ville ikke have noget, der blev forbundet med filmen 'Avatar,' var elendigt | Citat |
|       | |       |

 hvilket så ud til ikke at blive rigtigt.
Til sammenligning solgte New Super Mario Bros. 8 millioner på den samme tid.